# Компарни (Вибо Валенција)
Компарни је насеље у Италији у округу Вибо Валенција, региону Калабрија.
Према процени из 2011. у насељу је живело 293 становника. Насеље се налази на надморској висини од 238 м.